# غيليس مورو
غيليس مورو (بالفرنسية: Gilles Moreau)‏ هو سباح فرنسي، ولد في 2 مايو 1945 في لوار الأطلسية في فرنسا.

## وصلات خارجية
- غيليس مورو على موقع الاتحاد الدولي للسباحة (الإنجليزية)
- غيليس مورو على موقع اللجنة الأولمبية الدولية (الإنجليزية)
- غيليس مورو على موقع أوليمبيديا (الإنجليزية)